# Bactrocera longicornis
Bactrocera longicornis är en tvåvingeart som beskrevs av Macquart 1835. Bactrocera longicornis ingår i släktet Bactrocera och familjen borrflugor. Inga underarter finns listade.